# Dominique de Villepin
Dominique Marie François René Galouzeau de Villepin (tiếng Pháp: [dɔminik də vilpɛ̃] ⓘ, sinh ngày 14 tháng 11 năm 1953) là một chính trị gia Pháp, từng là Thủ tướng Pháp từ ngày 31 tháng 5 năm 2005 đến ngày 17 tháng 5 năm 2007.
Là một nhà ngoại giao sự nghiệp, Villepin đã vươn lên quyền lực ngũ quyền của Pháp như một trong những người được Jacques Chirac bảo trợ. Ông đã trở thành một trong những người nổi bật nhất trong lịch sử với tư cách là Bộ trưởng Ngoại giao với sự phản đối của ông đối với cuộc xâm lăng Iraq năm 2003, kết thúc với một bài diễn văn trước LHQ (địa chỉ của Pháp tại Irac tại Hội đồng Bảo an LHQ).
Villepin đã bị truy tố liên quan đến vụ Clearstream, nhưng sau đó đã bị buộc tội buộc tội các cáo buộc giả mạo đối với đối thủ Nicolas Sarkozy của Tổng thống đối với hối lộ chi trả cho việc bán tàu chiến cho Đài Loan. Villepin đã được hưởng một khoản khiêm tốn để ủng hộ cho công luận của ông về phong cách "triều đình của Tổng thống Sarkozy".
Ông đã viết thơ, một cuốn sách về thơ ca, và một số tiểu luận lịch sử và chính trị, cùng với một nghiên cứu về Napoléon Bonaparte.
Villepin là thành viên danh dự của Quỹ Raoul Wallenberg quốc tế.

## Cuộc sống cá nhân
Villepin sinh ra ở Rabat, Maroc, và đã ở lại một thời gian ở Venezuela, nơi gia đình ông sống bốn năm. Ông tốt nghiệp từ Lycée Français de New York năm 1971. Ông có ba người con: Marie (sinh năm 1986), Arthur, và Victoire (sinh 1989).
Trái ngược với những gì mà họ cho biết, Villepin không phải là người theo tầng lớp quý tộc mà là từ một gia đình trung lưu. Tổ tiên của ông đã thêm vào "de" vào họ của mình . Ông nội của ông là một đại tá trong quân đội Pháp, ông nội ông là thành viên hội đồng quản trị của một số công ty, và ông Xavier de Villepin là một nhà ngoại giao và là thành viên của Thượng viện. Villepin nói tiếng Pháp, tiếng Anh và tiếng Tây Ban Nha.